# Asincy
Asincy (biał. Асінцы; ros. Осинцы, Osincy) – wieś na Białorusi, w obwodzie mińskim, w rejonie łohojskim, w sielsowiecie Krajsk. W 2019 roku liczyła 37 mieszkańców.